# Lorenzo Beccati
Lorenzo Beccati (Formignana, 24 febbraio 1955) è un autore televisivo e scrittore italiano.

## Biografia
Originario di Genova, nel quartiere di Cornigliano, è un autore televisivo e scrittore, collaboratore stretto di Antonio Ricci: è celebre per i suoi doppiaggi, soprattutto per aver dato la voce al Gabibbo nel programma televisivo Striscia la notizia, è anche la voce dei doppiaggi di Paperissima Sprint con il celebre tormentone ti voglio bene, dobbiamo stare... vicini vicini!.
Ha ricevuto premi quali il Burlamacco e il premio alla satira per Striscia la notizia. Ha dichiarato che non esiste un segreto dietro il suo successo, ma tanto lavoro misto ad una naturale simpatia: ad esempio da quando il Gabibbo è nato non ha avuto bisogno di ridisegnarsi, difatti è stata la satira di una politica in continua mutazione che gli ha concesso il rinnovamento gratuito. Risulta essere contrario a una televisione troppo spontaneista, difatti anche se concorda con alcuni atteggiamenti naturali che un personaggio può avere, è convinto che bisogna prepararsi il lavoro, come ai tempi del Drive in quando si arrivava a lavorare ventidue ore consecutive per essere sicuri di avere le giuste battute sui giusti personaggi.

## Televisione

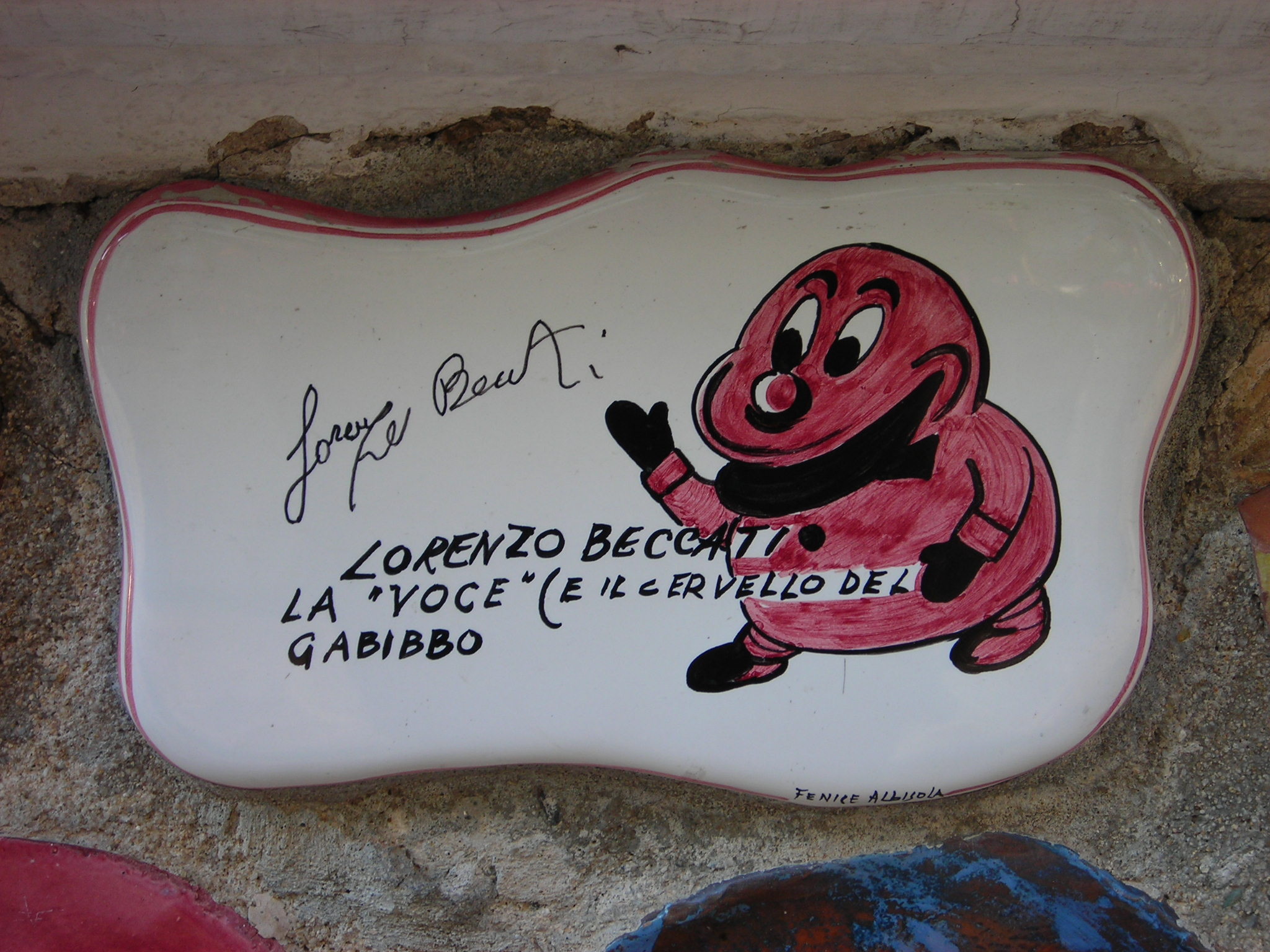
Autografo di Lorenzo Beccati sul Muretto di Alassio

- Drive in
- I Taliani
- MegaSalviShow
- Lupo solitario
- L'araba fenice
- Odiens
- Paperissima
- Paperissima Sprint
- Estatissima Sprint
- Striscia la notizia

## Opere
È anche scrittore e autore di libri e saggi:
- La notte dei commercialisti viventi, Milano, Baldini+Castoldi, 1994, ISBN 88-85989-67-5.
- Storie Tattoo, Milano-L'Aquila, Lupetti e Fabiani, 1999, ISBN 88-87058-67-9.
- Il barbiere di Maciste, Milano, Kowalski, 2002, ISBN 88-7496-601-6.
- Il santo che annusava i treni, Milano, Kowalski, 2005, ISBN 88-7496-610-5.
- Opinioni di un altro clown, Milano, Cairo, 2017, ISBN 978-88-6052-837-7.
- Natale in casa Marx, Chiavari, Internos, 2018, ISBN 978-88-94851-21-2.
- Minimàn: storie insolite su Genova e paraggi, Verona, Oligo, 2022, ISBN 979-1281000131.

nonché di thriller a sfondo storico:
- La morte dei comici, Garbagnate Milanese, Anthelios, 2000, ISBN 88-8394-098-9.
- Il guaritore di maiali, Genova, Fratelli Frilli, 2006, ISBN 88-7563-238-3.
- Il mistero degli incurabili, Milano, Kowalski, 2008, ISBN 978-88-7496-666-0.
- L'uccisore di seta, Milano, Kowalski, 2009, ISBN 978-88-7496-680-6.
- 74 nani russi, Chiavari, Internòs, 2010, ISBN 978-88-95952-18-5.
- Niente monete nelle fontane, Chiavari, Internòs, 2011, ISBN 978-88-95952-31-4.
- Il faro delle lacrime, Genova, Fratelli Frilli, 2012, ISBN 978-88-7563-706-4.
- Pietra è il mio nome, Milano, TEA, 2015, ISBN 978-88-502-3855-2.
- Aenigma, Milano, Nord, 2016, ISBN 978-88-429-2337-4.
- L’ombra di Pietra, Milano, DeA Planeta, 2018, ISBN 978-88-511-5738-8.
- AAVV, Giallo al cabaret, Milano, Solferino, 2019, ISBN 978-88-282-0309-4.
- Il resuscitatore, Milano, DeA Planeta, 2019, ISBN 978-88-511-7121-6.
- Il pescatore di Lenin, Mantova, Oligo editore, 2021, ISBN 978-88-85723-61-0.
- Uno di meno, Mantova, Oligo editore, 2022, ISBN 978-88-85723-92-4.
- La notte delle scimmie, Fratelli Frilli, 2025, ISBN 978-88-69438-05-9.

## Riconoscimenti
- 2006 – Leggio d'oro
  - Premio alla voce televisiva[3]
- 2019 – Premio Mariano Romiti
  - Vincitore con il romanzo Il resuscitatore
- 2020 – Premio Apoxiomeno per la Letteratura[4]
- 2023 Premio Alberto Sordi per la Letteratura